# Кох, Инге
Инге Кох (нем. Inge Koch) — фигуристка из Германии, бронзовый призёр чемпионатов мира 1938—1939 годов, бронзовый призёр чемпионатов Европы 1938—1939 годов, серебряный призёр чемпионатов Германии 1937—1938 годов в парном катании.
Выступала с Гюнтером Ноаком.

## Спортивные достижения
| Соревнования/Сезоны | 1937 | 1938 | 1939 |
| ------------------- | ---- | ---- | ---- |
| Чемпионаты мира     | 5    | 3    | 3    |
| Чемпионаты Европы   | 5    | 3    | 3    |
| Чемпионаты Германии | 2    | 2    |      |